# Silvia Hofman
Silvia Hofman (* 29. Oktober 1981 in Amsterdam) ist eine niederländische Handballspielerin.
Sie begann bereits im Alter von sieben Jahren das Handballspielen beim DJK Amsterdam. Später spielte sie für Aristos, den OSC Amsterdam, AHV Kwiek, Hellas und Quintus.
Seit 2003 steht die 1,76 m große Rückraumspielerin bei deutschen Vereinen unter Vertrag, 2003/04 bei der HSG Blomberg-Lippe, 2004–2006 beim THC Erfurt und 2006/07 wiederum bei Blomberg-Lippe. Ab der Saison 2007/08 spielte sie bei DJK/MJC Trier, wo sie ihre Spielstärke bereits im ersten Pflichtspiel beim Thüringer HC als beste Torschützin der Partie mit 8 Treffern unter Beweis stellte. Im Sommer 2009 wechselte Hofman zum Zweitligisten SV Union Halle-Neustadt, für den sie eine Saison auflief. Nachdem Hofman anschließend für den niederländischen Verein VOC Amsterdam gespielt hatte, wechselte sie im Januar 2011 zum französischen Verein Entente Sportive Bisontine Féminin aus Besançon. Im Dezember 2011 wurde ihr Vertrag in beiderseitigem Einvernehmen aufgelöst.
Sie absolvierte 169 Länderspiele für die Niederlande und nahm an den Weltmeisterschaften in Italien und Russland sowie an den Europameisterschaften in Dänemark und Schweden teil.